# 東山山頂公園
東山山頂公園（ひがしやま さんちょうこうえん）は京都府京都市東山区と山科区の境界線上、京都盆地の東側にある東山にある公園。1960年の東山ドライブウェイの開通に伴い、京都市街を一望できる展望スペースを伴う公園として開設された。
公園の名称は「東山山頂」であるが、東山と総称される山々の中での最高峰は標高848.3mの比叡山であり、この公園の山頂とは粟田口から高台寺の谷までの間の山塊の中での最高点である標高210mの華頂山の山頂近辺であることを示すと考えられる。

## 公園施設
- 京都市街地方向の展望台
- 駐車場
- 公衆トイレ

## アクセス
- 京阪バス 70系統 将軍塚青龍殿バス停 すぐ
- 京都一周トレイルの道標21が公園直近・青蓮院の福徳門前である。南側の清水寺より徒歩で約40分、北側の粟田口より約20分。
- 円山公園内の吉水弁財天堂より将軍塚道を徒歩で約15分
- 東山ドライブウェイ